# Мнішек (Радомський повіт)
Мнішек (пол. Mniszek) — село в Польщі, у гміні Волянув Радомського повіту Мазовецького воєводства.
Населення — 653 особи (2011).
У 1975-1998 роках село належало до Радомського воєводства.

## Демографія
Демографічна структура станом на 31 березня 2011 року:
|          | Загалом | Допрацездатний вік | Працездатний вік | Постпрацездатний вік |
| -------- | ------- | ------------------ | ---------------- | -------------------- |
| Чоловіки | 319     | 76                 | 213              | 30                   |
| Жінки    | 334     | 71                 | 197              | 66                   |
| Разом    | 653     | 147                | 410              | 96                   |